# Personaggi di Ritorno al futuro
Questa pagina contiene informazioni sui personaggi del franchise di Ritorno al futuro, che comprende una trilogia cinematografica, l'omonima serie animata, libri, fumetti, un'attrazione per i parchi di divertimento Universal Pictures, un cortometraggio, un musical e un videogioco che funge da seguito ufficiale intitolato Back to the Future: The Game.

## Famiglia McFly

Schema della famiglia McFly.

### Dave e Linda McFly
David "Dave" e Linda McFly sono i fratelli maggiori del protagonista Marty McFly, apparsi nel primo film e alla fine del terzo capitolo.
Dave è il fratello di Marty. All'inizio del film lavora come commesso in un fast food. Dopo la visita di Marty nel 1955, si scopre che Dave, nel "nuovo" 1985, grazie ai cambiamenti alla storia apportati, ha una brillante carriera come impiegato in un ufficio. In una scena tagliata del secondo episodio (presente come extra sia nelle edizioni DVD che nei Blu-ray), Marty incontra Dave nel 1985 alternativo nella piazza antistante il casinò di Biff e scopre che suo fratello è diventato un alcolizzato che vive per le strade di Hill Valley. 
Linda è la sorella di Marty. Ragazza timida e dall'aspetto dimesso all'inizio del film, dopo la visita di Marty nel 1955 la ritroviamo nel "nuovo" 1985 molto più sicura di sé, con un abbigliamento più elegante e corteggiata da vari ragazzi.

### Marty Jr. e Marlene McFly
Marty Jr. e Marlene McFly sono il futuro figlio e la futura figlia di Marty McFly e Jennifer Parker nel 2015 e sono apparsi per la prima volta nella Parte II entrambi interpretati da Michael J. Fox.
Marty Jr. è un ragazzo imbranato che, nella linea temporale originale, avrebbe dovuto essere arrestato e condannato a quindici anni di prigione per essersi unito controvoglia a una rapina iniziata da Griff Tannen e dalla sua banda. In seguito, grazie all'intervento di Marty e Doc, giunti dal passato per salvarlo, Marty Jr. non verrà più coinvolto in tale avvenimento e solo Griff e la sua banda verranno arrestati. Marty Jr. ama guardare la televisione, anche diversi programmi alla volta, a volte anche a tavola grazie a dei particolari occhiali disponibili nel futuro. Tra i suoi canali preferiti vi sono il canale dell'orrore e quello del meteo.

Marlene, sempre nella linea temporale originale, aveva tentato di aiutare il fratello Marty Jr. a evadere di prigione, ma aveva fallito ed era stata condannata anch'essa a vent'anni da scontare in una prigione femminile. L'intervento di Doc e Marty ha impedito che anche questo evento accadesse. Tutto ciò che viene rivelato di Marlene è che è una ragazza alla moda che tiene alla sua linea.

### Antenati della famiglia McFly
Seamus e Maggie McFly sono i trisnonni di Marty McFly, emigrati negli Stati Uniti dall'Irlanda nella seconda metà del XIX secolo, apparsi nel terzo film e interpretati da Michael J. Fox e da Lea Thompson. William McFly è il loro figlio ed il bisnonno di Marty. Martin McFly è invece il defunto fratello di Seamus.

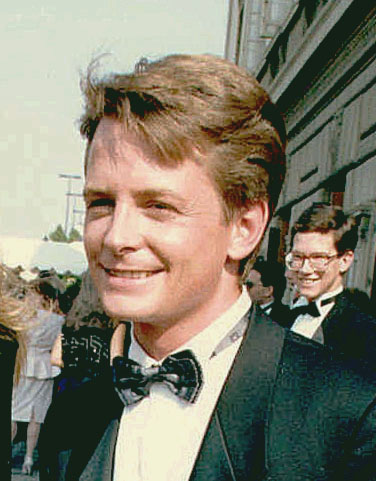
L'attore Michael J. Fox interpreta diversi personaggi della famiglia McFly nel franchise di Ritorno al futuro tra i quali i figli di Marty, Marty Jr. e Marlene, e il suo trisnonno, Seamus McFly.

#### Seamus McFly
Seamus è il trisnonno di Marty. Secondo lui Marty è una brava persona, in quanto sente che ha qualcosa a che fare con il loro destino e sembra stare simpatico a suo figlio William, al quale gli estranei di solito non piacciono, quindi ritiene che lui e sua moglie dovrebbero fidarsi di questo giovane. Ha dei problemi con Buford "Cane Pazzo" Tannen. Il nome di Seamus viene pronunciato dalla moglie come "Scimus".

#### Maggie McFly
È la moglie di Seamus; appena Marty si ritrova nella sua fattoria, si stupisce dal fatto che egli non abbia un cappello e degli stivali. Non si fida molto di Marty, ma dà retta al marito sul suo conto. In una scena ricorrente in tutti e tre i film, Marty la scambia per sua madre, dato che Maggie McFly è uguale a Lorraine, essendo interpretata dalla stessa attrice; in realtà le due non sono consanguinee, perché la famiglia Baines si imparenta con la famiglia McFly solo quando Lorraine e George si sposano, quindi più di sessant'anni dopo rispetto a quando Maggie è vissuta.

#### William McFly
È il bisnonno di Marty. Primo membro della famiglia McFly nato negli Stati Uniti, appare come neonato nel terzo film, in cui fa pipì addosso a Marty, e nel videogioco Back to the future: The Game della Telltale Games del 2010 in veste di commerciante e doppiato dallo stesso Michael J. Fox.

#### Martin McFly
È il defunto fratello di Seamus. Omonimo del protagonista, non appare fisicamente, ma viene nominato dal fratello nel terzo film quando rivela a Marty che egli era molto permaloso, permettendo agli altri di provocarlo, e che questo gli costò la vita. Marty lo prenderà come esempio per non essere più così permaloso in futuro, smettendo di farsi provocare.

#### Arthur e Sylvia Miskin McFly
Sono i nonni paterni di Marty, apparsi nel videogioco Back to the future: The Game quando egli torna 1931.

## Famiglia Brown

### Clara Clayton
Clara Clayton è la donna di cui si innamora Emmett Brown in Ritorno al futuro - Parte III, interpretata dall'attrice Mary Steenburgen che la doppia anche nell'omonima serie animata, essendo il personaggio di Clara uno dei protagonisti.

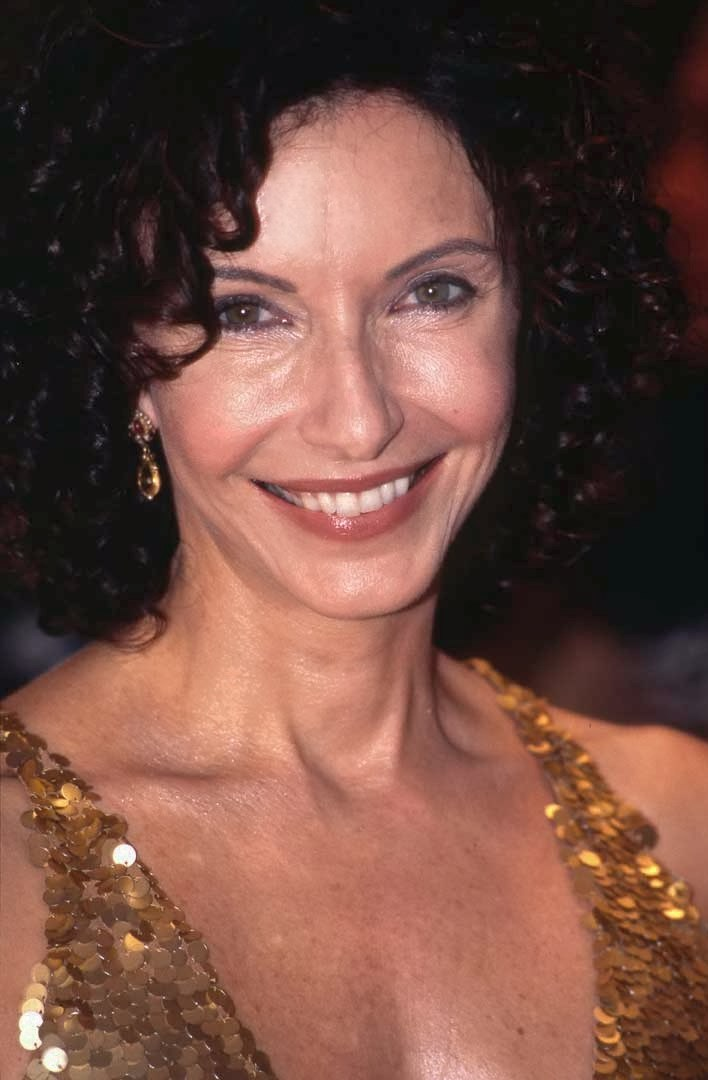
L'attrice Mary Steenburgen, interprete di Clara Clayton in Ritorno al futuro - Parte III.

È una maestra, che, nella prima linea temporale, il Doc del 1985, arrivato per sbaglio nel 1885 dal 1955 (alla fine di Ritorno al futuro - Parte II) ed ambientatosi nella Hill Valley dell'epoca iniziando a lavorare come maniscalco, si era offerto di andare a prendere alla stazione; Doc si sarebbe innamorato a prima vista della donna, amore che si sarebbe interrotto qualche giorno dopo con la morte di Doc per mano di Buford Tannen, come Marty scopre tramite la lapide che ha ritrovato nel 1955. Quando Marty arriva nel 1885 per salvare Doc, scopre che quest'ultimo non ha ancora conosciuto Clara e sarà testimone del momento in cui il sindaco di Hill Valley chiede a Doc di andarla a prendere alla stazione. A causa di Marty, Doc dimentica l'appuntamento con la maestra e, mentre i due si trovano nei paraggi per studiare un piano per far arrivare la DeLorean a 88 miglia all'ora anche senza benzina, si imbattono nella carrozza di Clara, che si è dovuta arrangiare con mezzi propri, e riescono a salvare la donna da morte certa prima che precipiti in un burrone. Marty allora ricorda a Doc che la storia avrebbe voluto che la donna precipitasse in quello che in origine si chiamava Burrone Shonash con la carrozza e i cavalli per colpa di un serpente che li aveva fatti spaventare e che, successivamente, il burrone prendesse il nome di Burrone Clayton (diventerà invece "Burrone Eastwood", in quanto il popolo di Hill Valley avrebbe creduto che Marty vi fosse caduto dentro, e Marty, arrivato nel 1885, si era fatto chiamare dagli abitanti Clint Eastwood), spiegando a Doc che tutti i ragazzi di Hill Valley del 1985 conoscono questa storia perché tutti vorrebbero che un insegnante cadesse in un burrone. Clara, innamoratasi di Doc a causa dei loro gusti molto simili, soprattutto per quanto riguarda la passione per la scienza per i libri di Giulio Verne, rimarrà con lui nel 1885; la coppia avrà due figli, Giulio e Verne. Quando Doc costruirà una nuova macchina del tempo con una locomotiva a vapore, i due partiranno per alcuni viaggi temporali insieme ai figli, in uno dei quali torneranno a trovare Marty e Jennifer nel 1985.

### Giulio e Verne Brown
Giulio Eratostene Brown e Verne Newton Brown sono i figli di Doc e Clara Clayton; compaiono nelle scene finali del terzo film a bordo della "locomotiva del tempo" quando Doc torna nel 1985 a trovare Marty salutandolo definitivamente. Sono presenti successivamente nella serie animata con nuove avventure. Giulio è il più grande e il più studioso dei due, spesso preso a studiare o ad inventare lui stesso alcune pazze invenzioni come il padre, mentre Verne è il più piccolo e impulsivo, cacciandosi spesso nei guai, come quando "prende in prestito" la macchina del tempo di suo padre costringendo Marty e gli altri personaggi a correre in suo soccorso.

### Einstein
Einstein (anche soprannominato affettuosamente da Doc "Einie" nella versione inglese) è il cane che Doc possiede nel 1985 ed è il primissimo essere vivente della trilogia a viaggiare nel tempo, dato che Doc lo usa come "cavia" per la sua nuovissima invenzione.
In Ritorno al futuro vediamo Einstein per la prima volta assieme al personaggio di Doc, quando lo scienziato lo manda avanti nel futuro di un minuto (come confermano gli orologi di Doc e Einstein, perfettamente sincronizzati prima del viaggio e differenziati di un minuto esatto al ritorno del cane). Anche lui, come il precedente cane di Doc, ha il nome di un famoso scienziato.

In Ritorno al futuro - Parte II si vede Einstein per la prima volta nel 2015, dopo l'inseguimento a bordo dei volopattini, e Doc rassicura Marty dicendogli che il cane era stato lasciato al sicuro in un "canile extratemporale" (in lingua originale "suspended animation kennel", ovvero un "canile in animazione sospesa", che lascia meglio intendere di cosa si tratterebbe) e non si è accorto della loro mancanza.

In Ritorno al futuro - Parte III rivediamo Einstein alla fine del film a bordo della "locomotiva del tempo" assieme a Doc, Clara, Giulio e Verne.

Nella serie animata Einstein è un personaggio ricorrente ed è rappresentato come un animale super-intelligente e quasi antropomorfo che riesce persino a guidare la DeLorean per correre in soccorso dei suoi amici.

### Copernico
Copernico è il cane che "Doc" Emmett Brown possiede nel 1955. La sua apparenza è uguale a quella di Einstein; è possibile che Copernico sia un antenato di Einstein.
In Ritorno al futuro, il 5 novembre 1955, quando Marty entra in casa del Doc dell'epoca per convincerlo che viene dal futuro (1985), trova Doc che sta testando uno Scanner Cerebrale su Copernico per leggergli i pensieri.

In Ritorno al futuro - Parte III, mentre Doc sta leggendo la lettera che il suo futuro alter ego del 1985 scriverà a Marty, lo stesso Marty gioca a scacchi con Copernico. Sempre nel terzo film, nella scena in cui Doc e Marty tirano fuori la DeLorean dalla vecchia miniera di Delgado (accanto al cimitero dei pistoleros mancati), Copernico fa notare a Marty e a Doc la lapide su cui è incisa la scritta «Qui giace Emmett L. Brown, colpito alla schiena da Buford Tannen per una faccenda di 80 dollari, eretto in memoria dalla sua amata Clara», cosa che fa capire a Marty che non appena la DeLorean sarà riparata dovrà andare nel 1885 ed impedire a Buford di uccidere il Doc del futuro intrappolato nel passato.

## Famiglia Tannen

### Griff Tannen

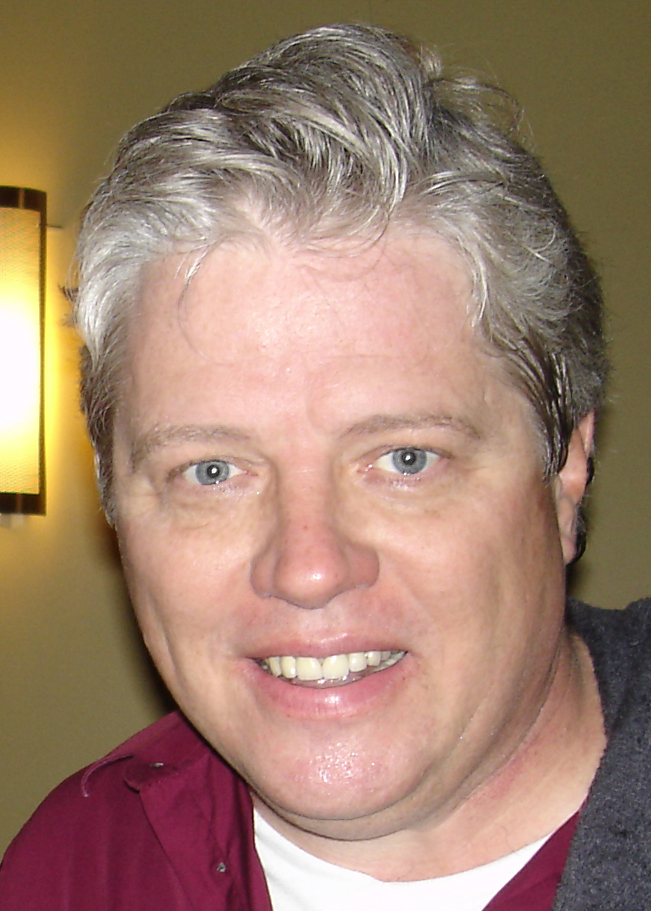
L'attore Thomas F. Wilson interpreta tutti i membri della famiglia Tannen nel franchise di Ritorno al futuro.

Griff (interpretato da Thomas F. Wilson) è il nipote dell'anziano Biff Tannen del 2015 (probabilmente figlio di Biff Jr., come viene rivelato nella serie animata), con cui ha in comune la spacconeria e l'abitudine di provocare la gente, in particolare la famiglia McFly. Il ragazzo appare come potenziato da una qualche apparecchiatura cibernetica non ben specificata, come spiega Doc in seguito. Appare come antagonista secondario nel secondo film, come rivale di Marty McFly, Jr. Preme quest'ultimo affinché entri a far parte della sua banda, che consiste anche in Data, Spike e Whitey (interpretati da Ricky Dean Logan, Darlene Vogel e Jason Scott Lee). La storia vuole che Marty Jr lo faccia e tutti i ragazzi vengano arrestati per una rapina. Questo avvenimento avrebbe messo in moto una serie di avvenimenti che avrebbero influenzato negativamente tutto il futuro della famiglia McFly. Doc è tuttavia tornato indietro nel tempo fino al 1985 per avvisare Marty e portarlo con lui nel 2015 per evitare che tutto questo si avveri; Marty, con un trucco, sostituisce suo figlio e rifiuta di partecipare alla rapina con Griff e la sua banda e, dopo un inseguimento a bordo dei volopattini, fa schiantare i teppisti contro il tribunale di Hill Valley, dove vengono poi arrestati.

Nella serie animata, Griff fa un breve cameo nell'episodio L'astronave ad energia solare dove suo nipote, Ziff Tannen (doppiato anche lui da Wilson), viene arrestato dopo aver tentato di sabotare l'incrociatore spaziale di Marta McFly.

### Buford "Cane Pazzo" Tannen
Buford "Cane Pazzo" Tannen è un cattivo della serie. Compare per la prima volta nel secondo film, in una sola immagine, mentre nel terzo film sarà l'antagonista principale ed il nemico di Marty e Doc. Interpretato da Thomas F. Wilson, è il bisnonno di Biff Tannen.

È un pistolero feroce e spietato, che deve il soprannome di "Cane Pazzo" (anche se odia essere chiamato così) alla pazzia e all'abitudine che ha di sbavare, anche se non spesso. Si sa che nel 1884, anno in cui uccise un giornalista che scrisse un articolo non molto edificante su di lui, aveva già ucciso dodici persone, esclusi gli indiani e i cinesi. La storia vorrebbe che Buford sia l'omicida di Doc nel 1885, uccidendolo per una questione economica, un debito di 80 dollari per l'esattezza, di cui 5 dollari per il whisky che gli si è versato addosso quando il suo cavallo ha perso il ferro che gli aveva messo Doc (che come copertura faceva il maniscalco), e 75 dollari per il cavallo stesso, a cui Buford ha poi sparato per la rabbia, uccidendolo. Sarà Marty a cambiare il corso degli eventi: per via del suo carattere fin troppo orgoglioso, si farà sfidare da Tannen a duello, rischiando di finire ucciso (il pistolero gli spara), ma grazie alla sua astuzia riesce ancora una volta a cavarsela e a mandare un altro Tannen nel letame.

### Gertrude Tannen
Gertrude è l'anziana nonna di Biff, con la quale il ragazzo abita nel 1955 e fuori dalla cui casa Marty lo trova una volta raggiunto nuovamente il 1955 alla ricerca dell'almanacco sportivo (nella Parte II). Gertrude non è mai stata mostrata sullo schermo, ma si sente solo la sua voce, che è stata fornita sempre dallo stesso Thomas F. Wilson nella versione inglese. 

Il personaggio appare anche nella serie a fumetti del 2017 intitolata Back to the Future: Biff to the Future. Gertrude era la madre di Irving "Kid" Tannen, la bisnonna di Tiffaney e Biff Jr. e, presumibilmente, la nuora di Buford "Cane Pazzo" Tannen.

### Biff Jr. e Tiffaney Tannen
Nella serie animata, Biff Jr. e Tiffaney sono i figli di Biff Tannen. A Biff Jr., doppiato da Benji Gregory, come a suo padre e ai suoi parenti paterni, piace fare il prepotente con gli altri bambini, inclusi Giulio e Verne Brown, con i quali ha sviluppato una faida. Biff Jr. si compiace di vandalizzare le proprietà di altre persone e vive con suo padre, con il quale ha una relazione violenta.

### Irving "Kid" Tannen
Fu l'antenato di Biff Tannen nel 1931. Appare nel gioco Back to the Future: The Game doppiato sempre da Thomas F. Wilson. Ha lo stesso carattere di Biff e ha messo in piedi una banda. Secondo la storia, dovrebbe essere il padre di Biff. Con la sua banda diviene un boss mafioso e, convinto che Emmett Brown abbia bruciato il suo locale abusivo, quando ancora Marty non aveva scoperto che Doc era andato con la DeLorean nel 1931, Irving uccise Doc, sotto il falso nome di Carl Sagan.

### Beauregard Tannen
Fu il primo della famiglia Tannen ad aprire un saloon che serve alcolici ad Hill Valley nel 1876. Appare nel gioco Back to the Future: The Game quando la Edna Strickland del 1931 sottrae la DeLorean con i circuiti del tempo difettosi e giunge casualmente in quell'epoca, tentando poi di incendiare il locale.

## Famiglia Strickland

### Gerald Strickland
Gerald Strickland è lo storico preside del liceo di Hill Valley; è interpretato da James Tolkan. Molto severo ed irascibile, dirige la scuola già nel 1955, ai tempi di George e Lorraine, i genitori di Marty, e redarguisce continuamente George, ritenendolo un buono a nulla. Nel 1985 è ancora direttore (nei 30 anni trascorsi è cambiato ben poco fisicamente, in quanto è sempre stato quasi completamente calvo) e rimprovera sempre Marty sia per i suoi ritardi di ogni mattina sia perché ha di lui la stessa opinione che aveva di suo padre, ritenendolo un lavativo.

Nel 1985 alternativo del secondo episodio, in cui Biff è miliardario e padrone di Hill Valley, compare come ultimo direttore della scuola prima che venisse incendiata nel 1979 ed è vittima di continue persecuzioni da parte dei teppisti della città, con i quali inscena anche delle sparatorie per strada.

### James Strickland
James Strickland è il marshal (in italiano sceriffo) di Hill Valley nel 1885 e il nonno del preside Strickland; appare nel terzo film, interpretato sempre da James Tolkan. Ha un figlio di nome Roger, interpretato da Kaleb Henley, che diventerà il padre del preside, al quale insegna ad essere un funzionario di pubblica sicurezza severo ed inflessibile come lui. In una scena cancellata non inclusa nel montaggio finale (presente come extra nelle edizioni DVD e Blu-ray) e nel romanzo del film, lo sceriffo Strickland viene ucciso davanti agli occhi di suo figlio da Buford Tannen; le ultime parole dello sceriffo a suo figlio saranno «disciplina». Nella versione cinematografica lo sceriffo Strickland rimane semplicemente assente per tutta la seconda metà del film.

Nel videogioco Back to the Future: The game, Edna Strickland nel 1986 nota che James fu colpito e ucciso da Buford. Marty osserva che è un dettaglio che non ricorda, un riferimento ironico alle differenze tra il film e il romanzo del film.

### Edna Strickland
Sorella dell'odiato preside, appare solo nel videogioco Back to the Future: The game. Fa la sua prima comparsa come una vecchia inacidita sempre intenta a raccattare giornali e rimproverare i giovani dal balcone, mentre nel 1931 era un'energica giornalista sempre impegnata in cause perse, come case di carità, e come il fratello ha il pallino dell'ordine e del rigore assoluto; aiutando il giovane Doc, se ne innamora, ma quest'ultimo diventa solo uno strumento nelle sue mani e lei usa la sua scienza per creare il regime totalitario del "Citizen Brown".

## Altri personaggi

### Match, Skinhead e 3-D
Match (interpretato da Billy Zane), Skinhead (interpretato da Jeffrey Jay Cohen) e 3-D (interpretato da Casey Siemaszko) sono i tre ragazzi che formano la banda di Biff Tannen nel 1955 insieme allo stesso Biff. I loro soprannomi sono usati solo nei romanzi dei film e nei titoli di coda. Solo uno dei loro veri nomi è menzionato nei film: Biff si riferisce a Skinhead come a Joey in una delle scene del 1955 in Ritorno al futuro - Parte II. Nel 1985 alternativo, i tre lavorano nel casinò di Biff come sue guardie del corpo.

### Needles
Needles è un collega di lavoro di Marty nel 2015, che lo induce a fare un'azione che ne comporterà il licenziamento. Nel terzo episodio si capisce che Needles è un compagno di scuola di Marty nel 1985 (il bullo che lo sfida in una corsa con l'automobile). È interpretato dallo storico bassista dei Red Hot Chili Peppers Flea, che in questa occasione ebbe una delle sue prime esperienze come attore.

### Danny Parker
Nonno di Jennifer Parker, fu ufficiale di polizia e detective a Hill Valley nel 1931. Appare anche nel gioco Back to the Future: The Game.